# Felsőhegy
Felsőhegy (szerbül Горњи Брег / Gornji Breg) falu Szerbiában, a Vajdaságban, az Észak-bánsági körzetben, Zenta községben.

## Fekvése
Bácskában, Zentától 5 km-re nyugatra fekszik, a folyótól 6 km-re. Érinti a Szabadka–Zenta–Óbecse-vasútvonalat.

## Története
A legrégebbi megbízható adat a faluról 1738-ból származik, amikor osztrák fennhatóság alatt állt, közigazgatásilag a katonai határhoz tartozott . A helyi templom 1890-ben épült. Az 1960-as és 1970-es években a falu urbanizálódott, óvoda épült.
Az ide települt magyar lakosság a mai Magyarországon elhelyezkedő Kiskundorozsmából  származott . Az első telepesek a dombokat szőlővel és gyümölcsfákkal telepítették be, ezért nevezték el Felsőszőlőhegynek. Később a település neve Felsőhegyre rövidült .

## Népesség

### Demográfiai változások
| 1948 | 1953 | 1961 | 1971 | 1981 | 1991 | 2002 | 2011 | 2022 |
| ---- | ---- | ---- | ---- | ---- | ---- | ---- | ---- | ---- |
| 1432 | 1578 | 1297 | 1277 | 2536 | 2167 | 1889 | 1726 | 1350 |

## Gazdaság
A lakosság legnagyobb része mezőgazdasággal és állattenyésztéssel foglalkozik.

## Archeológiai lelőhely
Felsőhegy közelében, az ásatás helye az egykori Kalocsai Egyházmegyéhez tartozott. Megtalálták többek között a templomfal és a harangtorony maradványait, valamint a sírt, ahol a feltáró régészek megtalálták a csontvázakat. Ez a kutatás vitathatatlanul fontos Zenta és környéke számára.

## Testvérváros
- Csorvás, Magyarország